# Abborrtjärnen (Östmarks socken, Värmland)
Abborrtjärnen är en sjö i Torsby kommun i Värmland och ingår i Göta älvs huvudavrinningsområde. Sjöns area är 0,008 kvadratkilometer och den är belägen 279 meter över havet.